# Les Bateliers de la Volga (film, 1959)
Pour les articles homonymes, voir Les Bateliers de la Volga.
Pour plus de détails, voir Fiche technique et Distribution.
Les Bateliers de la Volga (titre italien : I battellieri del Volga) est un film franco-germano-italien réalisé par Victor Tourjanski, sorti en septembre 1959.

## Synopsis
Dans la Russie sous le règne d'Alexandre III. Le capitaine Alexej Orlof est dégradé et envoyé dans un bataillon disciplinaire à Donbrovka, en Sibérie, pour avoir tenté de venger le viol de sa fiancée par le général Gorew. Il parvient à s'évader et s'enrôle dans l'équipage des bateliers de la Volga.

## Fiche technique
- Titre français : Les Bateliers de la Volga
- Titre allemand : Wolgaschiffer
- Titre italien : I battellieri del Volga
- Titre américain : Prisoner of the Volga
- Réalisation : Victor Tourjanski
- Scénario : Damiano Damiani, Viktor Tourjanski et Salka Viertel
- Musique originale : Norbert Glanzberg
- Photographie : Mario Montuori
- Montage : Roberto Cinquini
- Productions : Transmonde (France), Rialto (Italie)
- Distributeur : 
  - France : LUX (Compagnie Cinématographique de France)
- Format : couleur (Eastmancolor et Totalscope) - 2.35:1 - son : Mono
- Pays de production :  France,  Italie,  Allemagne de l'Ouest
- Durée : 102 min
- Dates de sortie : 
  - France : 28 août 1959
  - Allemagne de l'Ouest : 26 mars 1959
  - États-Unis : mai 1960
- Affiche : Jean Mascii (France)

## Distribution
- John Derek (V.F : Jean-Louis Jemma) : Alexej Orloff
- Elsa Martinelli (V.F : Martine Sarcey) : Mascha
- Dawn Addams  (VF : Nadine Alari) : Tatyana
- Gert Fröbe  (V.F : Jean Clarieux) : le professeur
- Wolfgang Preiss  (V.F : Claude Peran) : le général Gorew
- Jacques Castelot (VF : lui-même) : Pacovlev le patron des bateaux
- Rik Battaglia  (V.F : Rene Arrieu) : Lt. Lisenko
- Charles Vanel  (VF : lui-même) : Ossip Semjonowitsch
- Nerio Bernardi  (V.F : Serge Nadaud) : le colonel Elagin
- Ingmar Zeisberg : Olga
- Feodor Chaliapin Jr. : Fomitsch le batelier
- Nitza Constantin  (VF : Claude Bertrand) : Grisha, le compagnon du professeur
- Nino Marchetti (V.F : Abel Jacquin) :Le General Michailov
- Alexander Stoikovich  (VF : Henri Virlojeux) : Lt. du bataillon disciplinaire
- Nikola Popovich : un batelier
- Dragomir Felba  (VF : Jacques Beauchey) : un cosaque
- Vanja  (VF : Serge Lhorca) : le danseur
- avec les voix francaises de : Roland Menard(un officier), Serge Sauvion(le cocher Fedia), Pierre Morin(Gisca), Richard Francoeur(le général Sably), Paul Bonifas(l'aubergiste), Michel Gudin(un cosaque), Jean Violette(un cosaque), Serge Lhorca(un batelier), Mario Painvin(un batelier), Jean-Henri Chambois(le comte)